# Dubbo
Dubbo est une ville australienne, chef-lieu de la zone d'administration locale de la région de Dubbo, située en Nouvelle-Galles du Sud.

## Géographie
La ville s'étend sur 182,6 km2 dans la région Orana, au centre-ouest de la Nouvelle-Galles du Sud et est arrosée par la rivière Macquarie. Située à 275 mètres d'altitude, à 140 km au nord-ouest d'Orange et à 415 kilomètres à l'ouest de Sydney, la ville est considérée comme le principal nœud ferroviaire et routier de l'État. On peut en effet à partir de Dubbo aller vers le Nord sur Brisbane, vers l'est sur Newcastle et Sydney, vers le sud sur Melbourne et vers l'ouest vers Broken Hill et Adelaïde.
La ville possède un très grand abattoir de moutons et à proximité un immense parc zoologique possédant plusieurs espèces en danger, le Western Plains Taronga Zoo.

### Climat
Bathurst a un climat océanique (Köppen: Cfb) avec des étés chauds et des hivers frais. Les temps maximales varient de 33,6 ºC en janvier à 15,7 ºC en juillet; et les temps minimales rangent de 18,4 ºC en janvier à 3,1 ºC en juillet. La pluviométrie est modérée basse: 593,6 mm par an, avec 102.4 jours pluvieux. La ville est assez ensoleillée: parce qu'elle expérience 148.6 jours clairs et 90.4 jours nuageux annuellement. La température la plus élevée enregistrée est de 46,1 ºC le 11 février 2017, tandis que la température la plus basse est de −6,0 ºC le 15 juillet 2018.
| Mois                                  | jan.     | fév.      | mars      | avril     | mai       | juin      | jui.    | août      | sep.      | oct.      | nov.      | déc.      | année           |
| ------------------------------------- | -------- | --------- | --------- | --------- | --------- | --------- | ------- | --------- | --------- | --------- | --------- | --------- | --------------- |
| Température minimale moyenne (°C)     | 18,4     | 17,6      | 14,9      | 10,3      | 6,5       | 4,3       | 3,1     | 3,4       | 6,1       | 9,5       | 13,5      | 15,9      | 10,3            |
| Température maximale moyenne (°C)     | 33,6     | 32,1      | 29,2      | 24,8      | 20        | 16,4      | 15,7    | 17,7      | 21,5      | 25,2      | 28,6      | 31,5      | 24,7            |
| Record de froid (°C) date du record   | 5,8 2012 | 6,3 1993  | 3,4 2015  | −2,2 2008 | −4 2017   | −4,9 2002 | −6 2018 | −4,9 2017 | −3,2 1995 | −0,4 2003 | 2 2003    | 4,5 1993  | −6 15/07/2018   |
| Record de chaleur (°C) date du record | 45 2020  | 46,1 2017 | 39,6 2023 | 34,4 2018 | 28,6 2013 | 24,2 2023 | 24 2021 | 28,3 1995 | 35,5 2017 | 38,1 2014 | 44,3 2014 | 44,9 2019 | 46,1 11/02/2017 |
| Précipitations (mm)                   | 60,1     | 46,8      | 66,8      | 39,5      | 38,4      | 48,3      | 43,9    | 36,2      | 42,4      | 50,2      | 61,6      | 60        | 593,6           |
| Nombre de jours avec précipitations   | 7,2      | 6,5       | 7,1       | 4,4       | 6,8       | 10,5      | 11,2    | 7,3       | 6,9       | 7,2       | 8,1       | 6,8       | 90              |
| Humidité relative (%)                 | 32       | 36        | 36        | 37        | 47        | 57        | 55      | 47        | 43        | 36        | 35        | 30        | 41              |

## Toponymie
Le nom de la ville est d'origine aborigène mais son sens n'est pas connu avec précision et signifie peut être « terre rouge ».

## Histoire
En 1818, John Oxley est le premier Européen à explorer la région, mais ce sont les frères anglais Robert et Lawrence Dulhunty qui les premiers s'établissent sur le site dix ans plus tard.
En 1872, Dubbo devient un district municipal avant d'être intégré au sein de la zone d'administration locale de la ville de Dubbo, créée en 1966. Celle-ci fusionne le 12 mai 2016 avec le conseil de Wellington pour former le conseil de la région des Plaines de l'ouest qui prend le nom de conseil de la région de Dubbo le 7 septembre de la même année.
La région de Dubbo connait depuis 2018 l'une des pires sécheresses de son histoire.

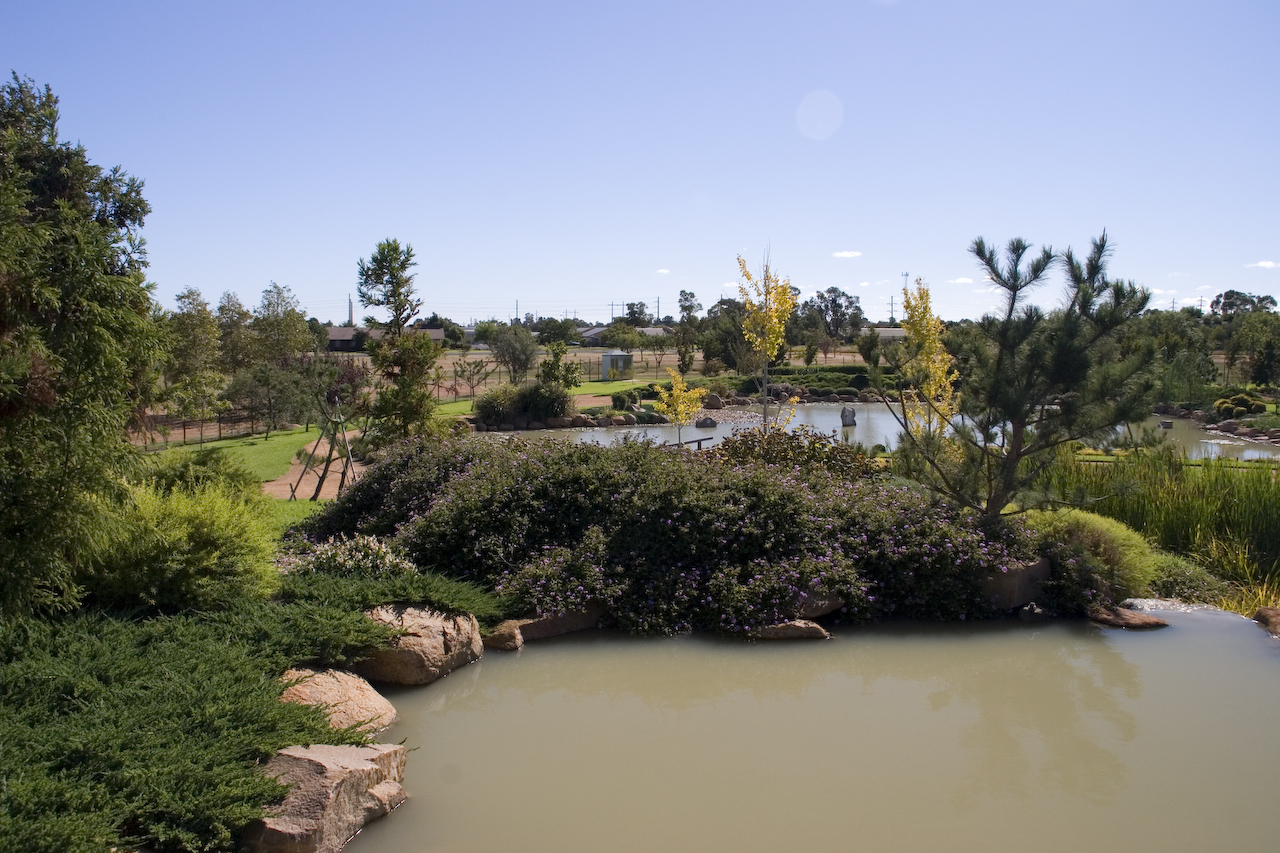
Le jardin japonais de Dubbo

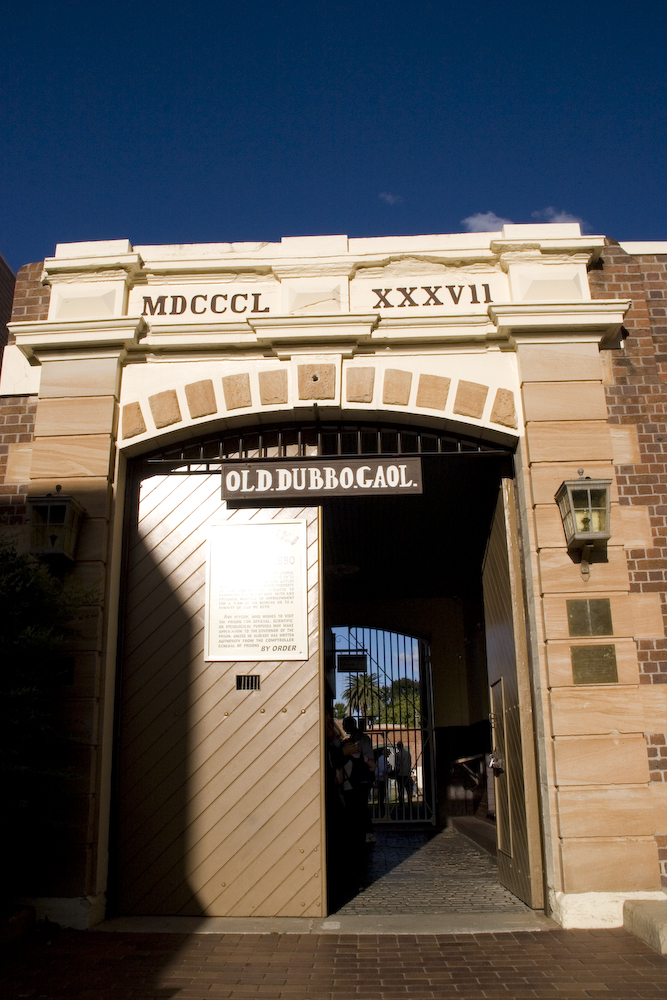
L'ancienne prison

## Démographie
La population s'élevait à 32 327 habitants en 2011 et à 38 943 habitants en 2016.